# C (metro de Nueva York)
La C Eighth Avenue Local (línea C local de la Octava Avenida en español) es un servicio del metro de la ciudad de Nueva York. Las señales de las estaciones, el mapa del metro de Nueva York, y los letreros digitales están pintados en color azul, ya que representa el color de la línea de la Octava Avenida que pasa sobre Manhattan. 
El servicio C opera desde la calle 168t en Washington Heights, Manhattan, hacia la avenida Euclid en City Line, Brooklyn vía Central Park West y la octava Avenida en Manhattan y la calle Fulton en Brooklyn. 
El servicio normal que hace el servicio de la línea C es local en Manhattan y para complementar el servicio de la línea A pasa como ruta expresa en Brooklyn. El servicio C opera todo el tiempo excepto a altas horas de la noche. El servicio no tiene estaciones elevadas, por lo cual toda la línea es subterránea.
La flota de la línea C consiste principalmente de modelos R46 y R179.
Las siguientes líneas son usadas por el servicio C:
| Línea                                                          | Vías    | Tiempo                                         |
| -------------------------------------------------------------- | ------- | ---------------------------------------------- |
| Línea de la Octava Avenida entre la calle 168 y la calle Canal | local   | todo el tiempo excepto altas horas de la noche |
| Línea de la Octava Avenida                                     | expresa | todo el tiempo excepto altas horas de la noche |
| Línea de la calle Fulton al norte de la avenida Euclid         | local   | todo el tiempo excepto altas horas de la noche |

## Historia
| logo desde 1967-1979 (en un círculo) |

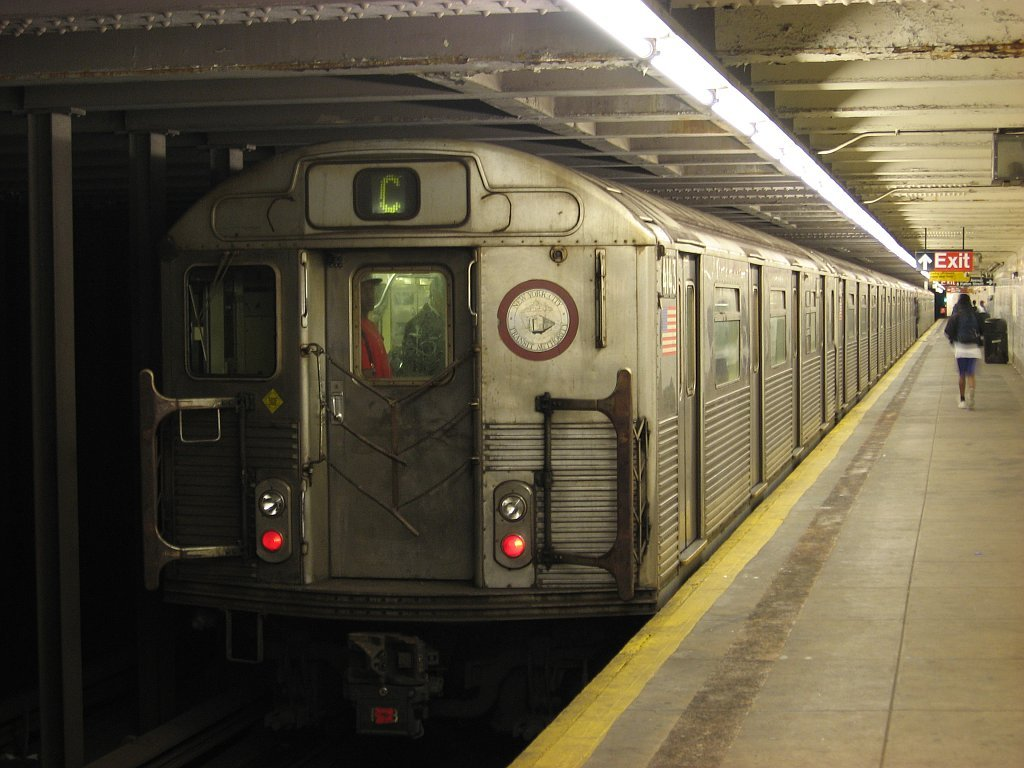
Un tren del servicio C preparándose para dejar la estación Kingston-Throop Aves, con destino a la Avenida Euclid.

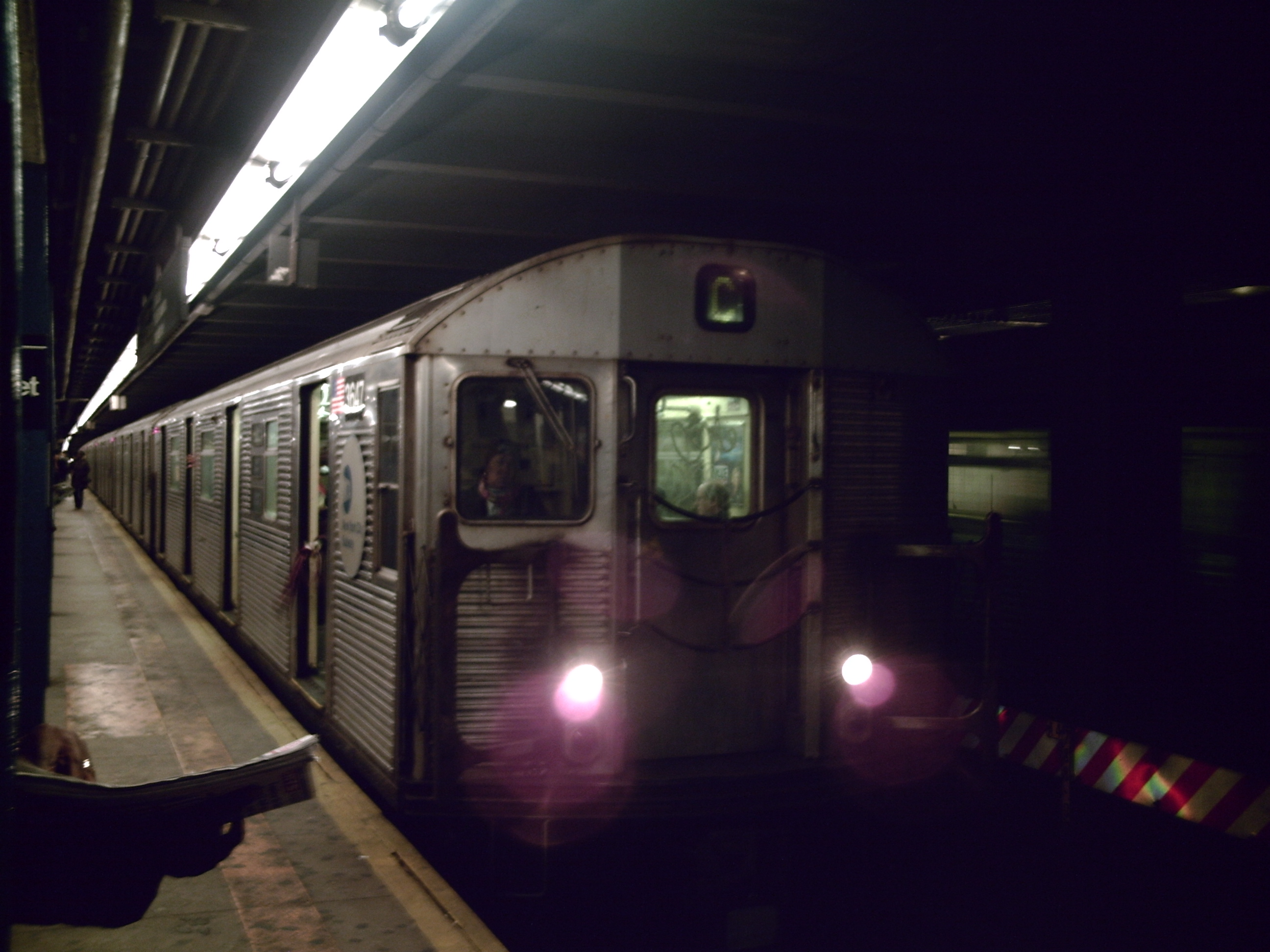
Manhattan-Tren del servicio C modelo R32s con destino a la calle Jay-Borough Hall.

- Los servicios C y CC empezaron a operar el 1 de julio de 1933 junto con la nueva línea Concourse. La CC local proveía servicio continuo entre Norwood–Calle 205 y la terminal Hudson (posiblemente hacia atajos en Bedford Park Boulevard mientras que la C operaba en esa dirección), y la C expresa sOlo funcionaba en las vías congestionadas, y continuando hacia la calle Bergen en Brooklyn.

- El 15 de diciembre de 1940, los trenes del servicio D empezaron a servir a la nueva línea de la Sexta Avenida. Después se unió con la C como la Concourse Expresa en las vías congestionadas. Los trenes del servicio CC ahora funcionan entre la terminal Hudson Terminal y Bedford Park durante horas pico al igual que los sábados. Algunas veces, el servicio D hace paradas locales en el Bronx.

- El 10 de octubre de 1944, los trenes del servicio C no siguieron operando los sábados y el servicio limitado en horas pico empezó entre la calle 205, Bronx y la avenida Utica, Brooklyn, todas las paradas en la línea de la calle Fulton son locales.

- El 24 de octubre de 1949, el servicio C fue descontinuado durante las horas pico , los trenes CC tenían su terminal en Broadway-Calle Lafayette. Dos años después, los trenes del servicio CC fueron descontinuados los sábados en 1954, en la cual después regreso a la terminal Hudson.

- El 27 de agosto de 1976, los trenes C reemplazaron a los trenes E como el servicio local a lo largo de la calle Fulton y hacia Rockaway Park. Se convirtió en la única línea de metro en operar a través de los cuatro boroughs atendidos por el metro. Opera entre el bulevar Bedford Park en el Bronx, sobre Manhattan vía Central Park West y la Octava Avenida, en Brooklyn vía el túnel de la calle Cranmberry, y después en la línea de la calle Fulton y Jamaica Bay cruzando hacia Rockaway Park.

- En mayo de 1986, el Sistema Independiente del Metro empezó a probar el uso de letras dobles para indicar que el servicio local estaba suspendido. así que el servicio CC cambió de nombre a C.

- En 1988, los trenes del servicio K dejaron de funcionar, y los trenes C empezaron a funcionar todo el tiempo excepto en altas horas de la noche. Operaba localmente hacia la avenida Euclid  durante los medio días y horas pico,  (el servicio A empezó a operar en Brooklyn como ruta expresa durante este tiempo), y hacia el World Trade Center durante las mañanas y las tardes. Durante las horas pico, operaba hacia el bulevar Bedford Park y otras veces, hacia la calle 145.

- A inicios de abril de 1995, el servicio C empezó a operar hacia la calle 168-Washington Heights durante los medio días y fin de semanas. En noviembre, el servicio de mediodía fue restablecido en la calle 145.

- El 1 de marzo de 1998, los trenes B y C cambiaron de terminales, con la C terminando en la calle 168 siempre que operaba.

- Empezando en 1999, los trenes del servicio C empezaron a funcionar localmente en la avenida Euclid y los trenes A empezaron a funcionar como rutas expresas en Brooklyn todo el tiempo excepto en altas horas de la noche.

- A raíz de los Ataques del 11 de septiembre de 2001, el servicio C fue suspendido hasta el 21 de septiembre de 2001. El servicio Local a lo largo del Central Park West fue reemplazado por los servicios de las líneas A y D, y el servicio E fue extendido hacia la calle Canal y hacia la avenida Euclid.

- El 23 de enero de 2005, un incendio en el cuarto de máquinas de la calle Chambers dañó gravemente a la línea A y el servicio C. Las evaluaciones iniciales sugirieron que se necesitarían varios años para restablecer el servicio normal, pero el equipo dañado fue reemplazado con partes ya existentes, y empezó a operar el 21 de abril.

## Estaciones
Para una información más detallada sobre las estaciones, véase el artículo de arriba.
| Leyenda de la estación de servicio                       | Leyenda de la estación de servicio                       |
| -------------------------------------------------------- | -------------------------------------------------------- |
| Hace paradas todo el tiempo                              | Paradas todo el tiempo                                   |
| Hace paradas todo el tiempo                              | Paradas todo el tiempo excepto a altas horas de la noche |
| Hace paradas sólo en la noche                            | Paradas sólo en la noche                                 |
| Hace paradas sólo los días de semana                     | Paradas en días de semana                                |
| Hace paradas en horas pico en direcciones congestionadas | Paradas horas pico o vías congestionadas                 |
| Detalles del periodo de tiempo                           |                                                          |

| Servicio C                  | Estación                                | Acceso para discapacitados | Transferencias | Conexiones y notas                                                             |
| --------------------------- | --------------------------------------- | -------------------------- | --- | ------------------------------------------------------------------------------ |
| Manhattan                   |                                         |                            | |                                                                                |
| Hace paradas todo el tiempo | Washington Heights-168th Street         | Acceso para discapacitados | A 1 (IRT Broadway–Seventh Avenue Line) |                                                                                |
| Hace paradas todo el tiempo | 163rd Street–Amsterdam Avenue           |                            | |                                                                                |
| Hace paradas todo el tiempo | 155th Street                            |                            | |                                                                                |
| Hace paradas todo el tiempo | 145th Street                            |                            | A B D |                                                                                |
| Hace paradas todo el tiempo | 135th Street                            |                            | B |                                                                                |
| Hace paradas todo el tiempo | 125th Street                            | Acceso para discapacitados | A B D | Bus M60 hacia el Aeropuerto LaGuardia                                          |
| Hace paradas todo el tiempo | 116th Street                            |                            | B |                                                                                |
| Hace paradas todo el tiempo | 110th Street–Cathedral Parkway          |                            | B |                                                                                |
| Hace paradas todo el tiempo | 103rd Street                            |                            | B |                                                                                |
| Hace paradas todo el tiempo | 96th Street                             |                            | B |                                                                                |
| Hace paradas todo el tiempo | 86th Street                             |                            | B |                                                                                |
| Hace paradas todo el tiempo | 81st Street–Museum of Natural History   |                            | B |                                                                                |
| Hace paradas todo el tiempo | 72nd Street                             |                            | B |                                                                                |
| Hace paradas todo el tiempo | 59th Street–Columbus Circle             |                            | A B D 1 (IRT Broadway–Seventh Avenue Line) |                                                                                |
| Hace paradas todo el tiempo | 50th Street                             | Acceso para discapacitados | A E | La estación tiene accesibilidad para discapacitados en dirección sur solamente |
| Hace paradas todo el tiempo | 42nd Street–Port Authority Bus Terminal | Acceso para discapacitados | A E 1 2 3 (IRT Broadway–Seventh Avenue Line), 7 <7> (IRT Flushing Line), N Q R W (BMT Broadway Line), S (42nd Street Shuttle) en Times Square–42nd Street | Port Authority Bus Terminal                                                    |
| Hace paradas todo el tiempo | 34th Street–Penn Station                | Acceso para discapacitados | A E | Amtrak, LIRR, NJ Transit en la estación Pennsylvania                           |
| Hace paradas todo el tiempo | 23rd Street                             |                            | A E |                                                                                |
| Hace paradas todo el tiempo | 14th Street                             | Acceso para discapacitados | A E L (BMT Canarsie Line) |                                                                                |
| Hace paradas todo el tiempo | West Fourth Street–Washington Square    | Acceso para discapacitados | A E B D F M (IND Sixth Avenue Line) | PATH en 9th Street                                                             |
| Hace paradas todo el tiempo | Spring Street                           |                            | A E |                                                                                |
| Hace paradas todo el tiempo | Canal Street-Holland Tunnel             |                            | A E |                                                                                |
| Hace paradas todo el tiempo | Chambers Street                         |                            | A E 2 3 (IRT Broadway–Seventh Avenue Line) | PATH en el World Trade Center                                                  |
| Hace paradas todo el tiempo | Broadway–Nassau Street                  |                            | A 2 3 (IRT Broadway–Seventh Avenue Line) 4 5 (IRT Lexington Avenue Line) J Z (BMT Nassau Street Line)                                                     |                                                                                |
| Brooklyn                    |                                         |                            | |                                                                                |
| Hace paradas todo el tiempo | High Street–Brooklyn Bridge             |                            | A |                                                                                |
| Hace paradas todo el tiempo | Jay Street–Borough Hall                 |                            | A F (IND Sixth Avenue Line) |                                                                                |
| Hace paradas todo el tiempo | Hoyt–Schermerhorn Streets               |                            | A G (IND Crosstown Line) |                                                                                |
| Hace paradas todo el tiempo | Lafayette Avenue                        |                            | |                                                                                |
| Hace paradas todo el tiempo | Clinton–Washington Avenues              |                            | |                                                                                |
| Hace paradas todo el tiempo | Franklin Avenue                         | Acceso para discapacitados | S |                                                                                |
| Hace paradas todo el tiempo | Nostrand Avenue                         |                            | A | LIRR Atlantic Branch en Nostrand Avenue                                        |
| Hace paradas todo el tiempo | Kingston–Throop Avenues                 |                            | | Bus B15 hacia el Aeropuerto JFK                                                |
| Hace paradas todo el tiempo | Utica Avenue                            |                            | A |                                                                                |
| Hace paradas todo el tiempo | Ralph Avenue                            |                            | |                                                                                |
| Hace paradas todo el tiempo | Rockaway Avenue                         |                            | |                                                                                |
| Hace paradas todo el tiempo | Unión en Broadway                       |                            | A J Z (BMT Jamaica Line) L (BMT Canarsie Line) | LIRR Atlantic Branch en East New York                                          |
| Hace paradas todo el tiempo | Liberty Avenue                          |                            | |                                                                                |
| Hace paradas todo el tiempo | Van Siclen Avenue                       |                            | |                                                                                |
| Hace paradas todo el tiempo | Shepherd Avenue                         |                            | |                                                                                |
| Hace paradas todo el tiempo | Euclid Avenue                           | Acceso para discapacitados | A |                                                                                |